# Spøttrups kommun
Spøttrups kommun var en kommun i Viborg amt i Danmark. Sedan 2007 ingår den i Skive kommun. Kommunen fick sitt namn efter borgen Spøttrup.